# Obraćenje svetog Pavla
Obraćenje apostola Pavla (također i obraćenje u Damasku ili kristofanija u Damasku) bio je događaj u životu Savla/apostola Pavla koji ga je naveo da prestane progoniti prve kršćane te postane Isusov sljedbenik.
Događaj je opisan u Djelima apostolskim.